# Önbizalom
A társadalmi-pszichológiai önbizalom fogalma azt tükrözi, hogy az egyén mennyire bizonyos a személyes ítéletében, képességeiben, hatalmában stb.

## Tényezők
Az önbizalom közvetlenül kapcsolódik az egyén ismertségi hálózatához, a tevékenységekhez, melyekben részt vesz, és ahhoz, amit hallani akar másoktól magával kapcsolatban. A pozitív önbecsülés olyan tényezőkhöz kapcsolódik, mint a lelki egészség, számítás másoknak, a testkép és a testi egészség. A serdülők alacsony önbecsülése fontos előrejelzője az egészségtelen viselkedésnek és olyan pszichológiai problémáknak, mint amilyenek például az öngyilkossági gondolatok is az élet későbbi szakaszában.
A kamaszkor alatt az önbecsülést az életkor, a nem, rassz, etnikai hovatartozás, a pubertás, az egészség, testmagasság, testsúly, a testkép, a fizikai aktivitásokban való részvétel, a társadalmi nem, a nemi identitás, a mentális egészség, és a szexualitásra ébredés befolyásolja. Az önbizalom változhat, valamint különböző dimenziókban figyelhető meg. Az egyén társas, valamint tudományos élete hatással van az önbecsülésre. Az egyén önbizalma eltérő lehet a különböző környezetekben, például otthon vagy az iskolában.

## A jólét kereke
A jólét kereke volt az első elméleti jóléti modell, amit a tanácsadás elméletére alapoztak. A modell alapján Adler egyéni pszichológiája, és a tudományközi kutatása ami az egészséges emberekre vonatkozott, azokat vizsgálta akik tovább élnek és magasabb életminőséget érnek el. A jólét kereke öt életfeladatot foglal magába, amik egymáshoz kapcsolódnak: spiritualitás, önirányítás, munka és szabadidő, barátság és szerelem. 15 részfeladat van az önirányítás területén: önbecsülés, kontrollérzet, reális hiedelmek, érzelmi tudatosság és küzdés, problémamegoldás, kreativitás, humorérzék, táplálkozás, testmozgás, öngondoskodás, stresszkezelés, nemi identitás, és kulturális identitás. Öt másodrendű tényező is létezik: a Kreatív önvaló, Küzdő önvaló, Társadalmi önvaló, Lényegi önvaló és a Fizikai önvaló, amelyek lehetővé teszik a jólét feltárását az a teljes önvalón belül. Annak érdekében, hogy magas önbecsülésre tegyünk szert, elengedhetetlen, hogy az erősségek beazonosítására törekedjünk, pozitív eszközökhöz nyúljunk, és olyan forrásokhoz, amik a jólét modell minden egyes eleméhez kapcsolódnak és felhasználjuk ezeket, hogy megbirkózzunk az életünk kihívásaival.

## Fordítás
- Ez a szócikk részben vagy egészben  a   Self-confidence című angol Wikipédia-szócikk ezen változatának fordításán alapul.  Az eredeti cikk szerkesztőit annak laptörténete sorolja fel. Ez a jelzés csupán a megfogalmazás eredetét és a szerzői jogokat jelzi, nem szolgál a cikkben szereplő információk forrásmegjelöléseként.